# اولنا گولوب
اولنا گولوب (اوکراینی: Олена Євгенівна Голуб؛ زادهٔ ۲۵ دسامبر ۱۹۵۱) نقاش، سازنده تصویر دیجیتال, منتقد هنری اهل اوکراین است. وی از دانش‌آموختگان دانشگاه ملی تاراس شفچنکو کیف است.